# 1歐元硬幣

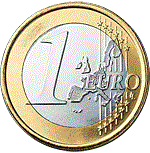
歐元硬幣的正面都是相同的，但背面則是由各個國家自行設計。

1歐元硬幣（1 euro coin）是歐元硬幣之一，於2002年開始流通使用，並在2007年變更各國共通面的設計。1歐元硬幣由兩種合金製造而成，內部是銅鎳合金，外側是鎳黃銅合金。2015年7月時，有大約67億枚1歐元硬幣流通，佔歐元硬幣總價值的26.4%，以及總流通枚數的5.9%。由於歐盟在2004年和2007年兩次擴大，因此歐元硬幣也在2007年進行重新設計，修改地圖對應歐盟範圍擴大。2014年，安道爾也獲得了設計自己獨自歐元硬幣的權利。

## 外部連結
- . European Central Bank.   [18 August 2009]. （原始内容存档于2021-01-09）.
- Information about the euro coin issues（页面存档备份，存于）